# Podkład (kolej)

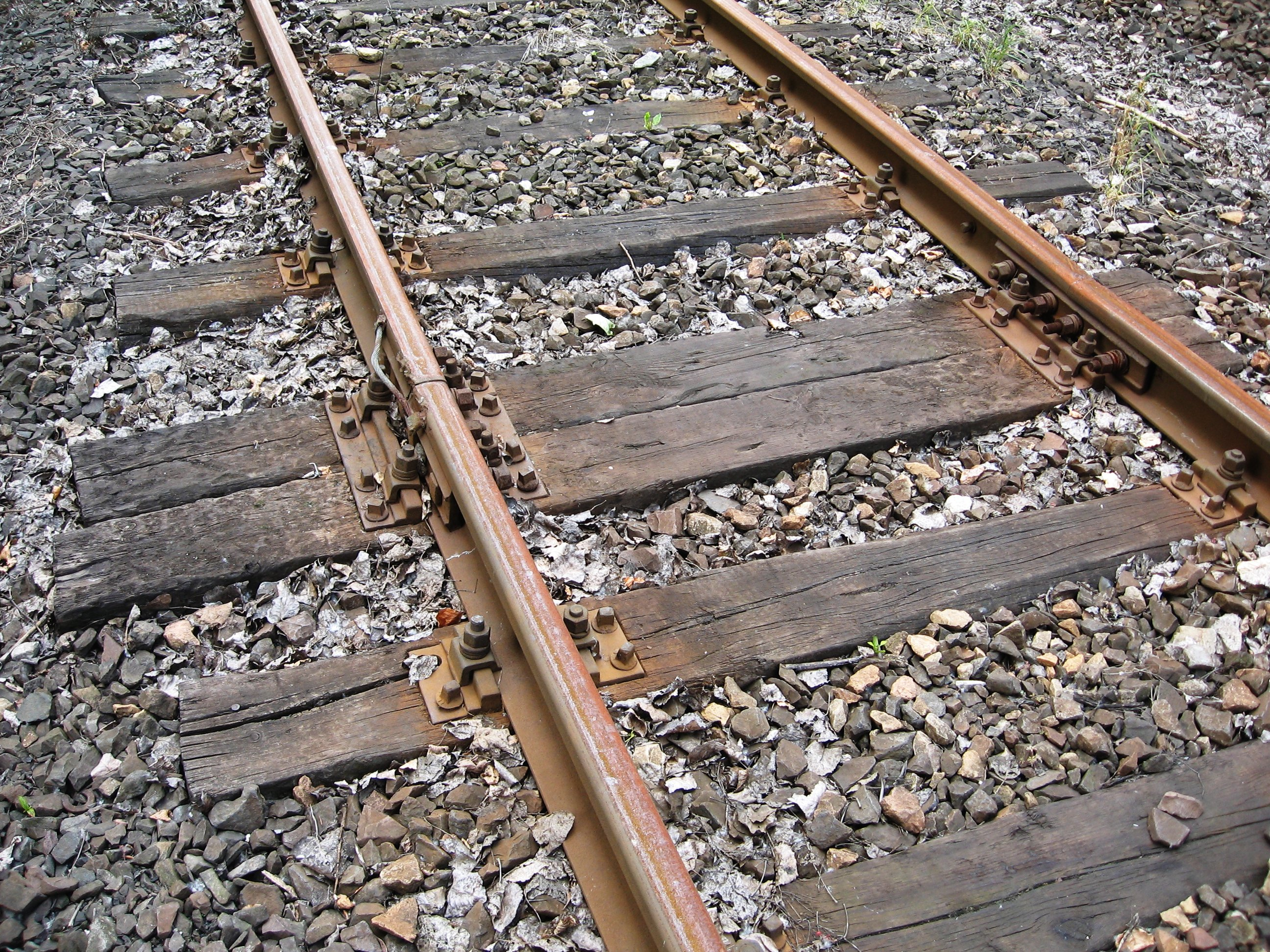
Tor z podkładami drewnianymi

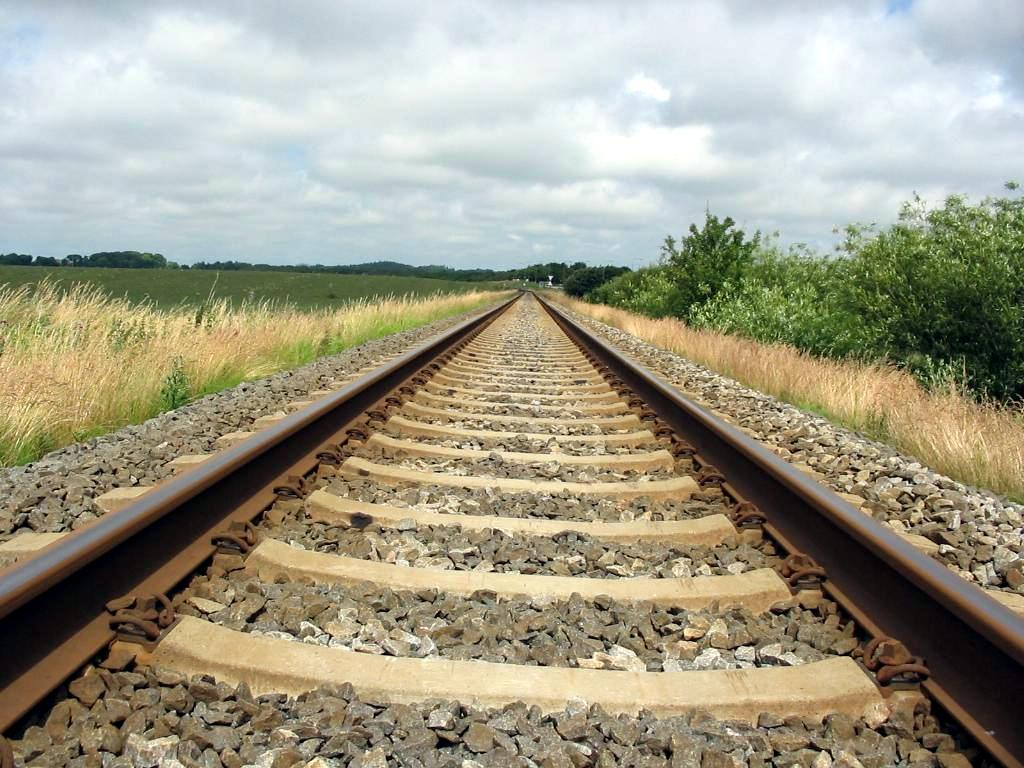
Tor z podkładami strunobetonowymi (przytwierdzenie szyn sprężyste)

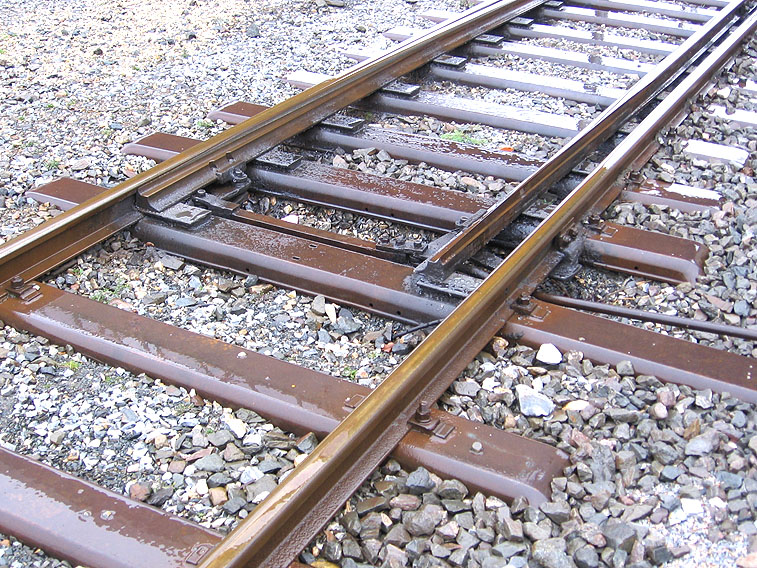
Tor z podkładami stalowymi

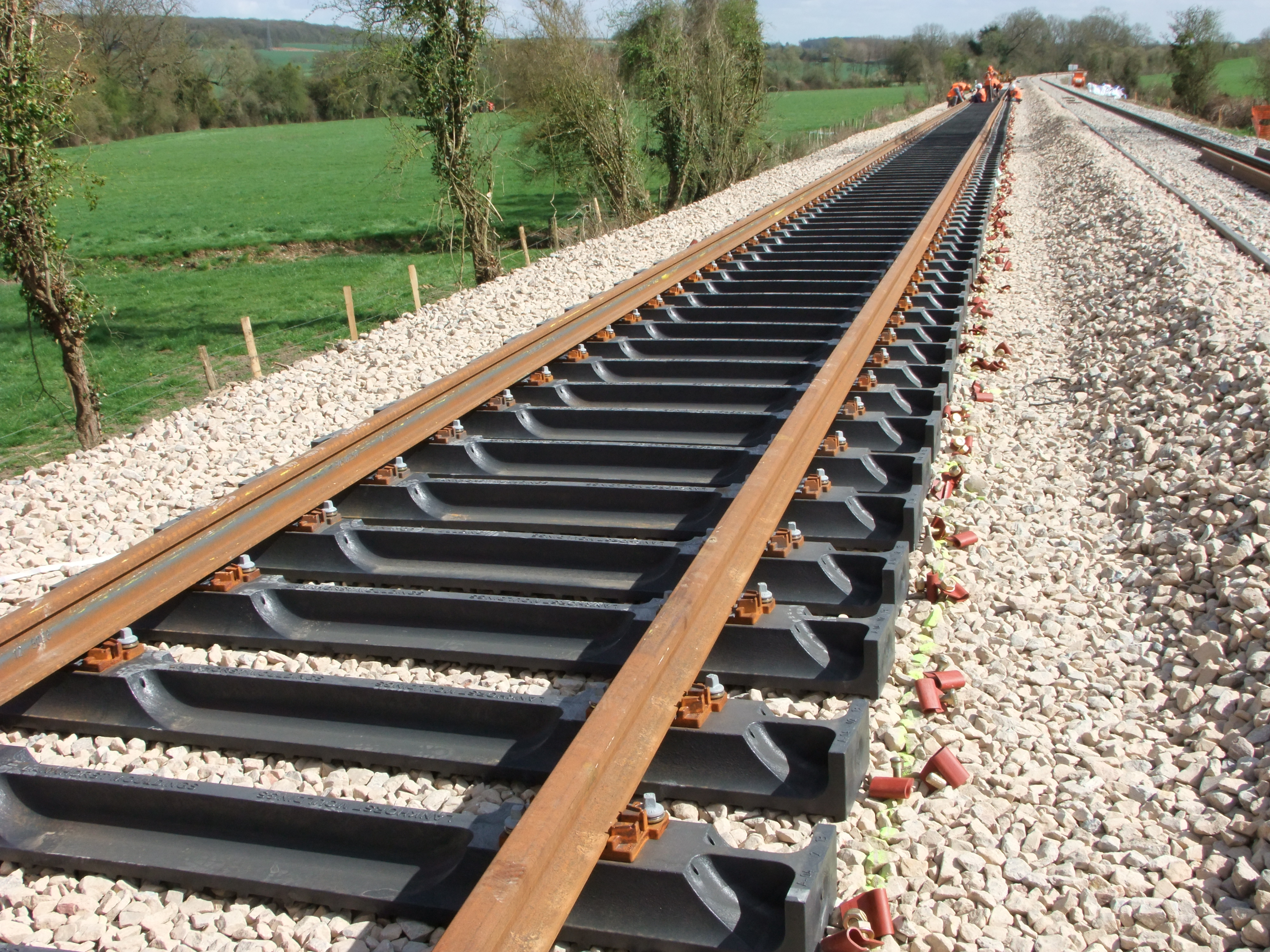
Tor z podkładami z tworzyw sztucznych

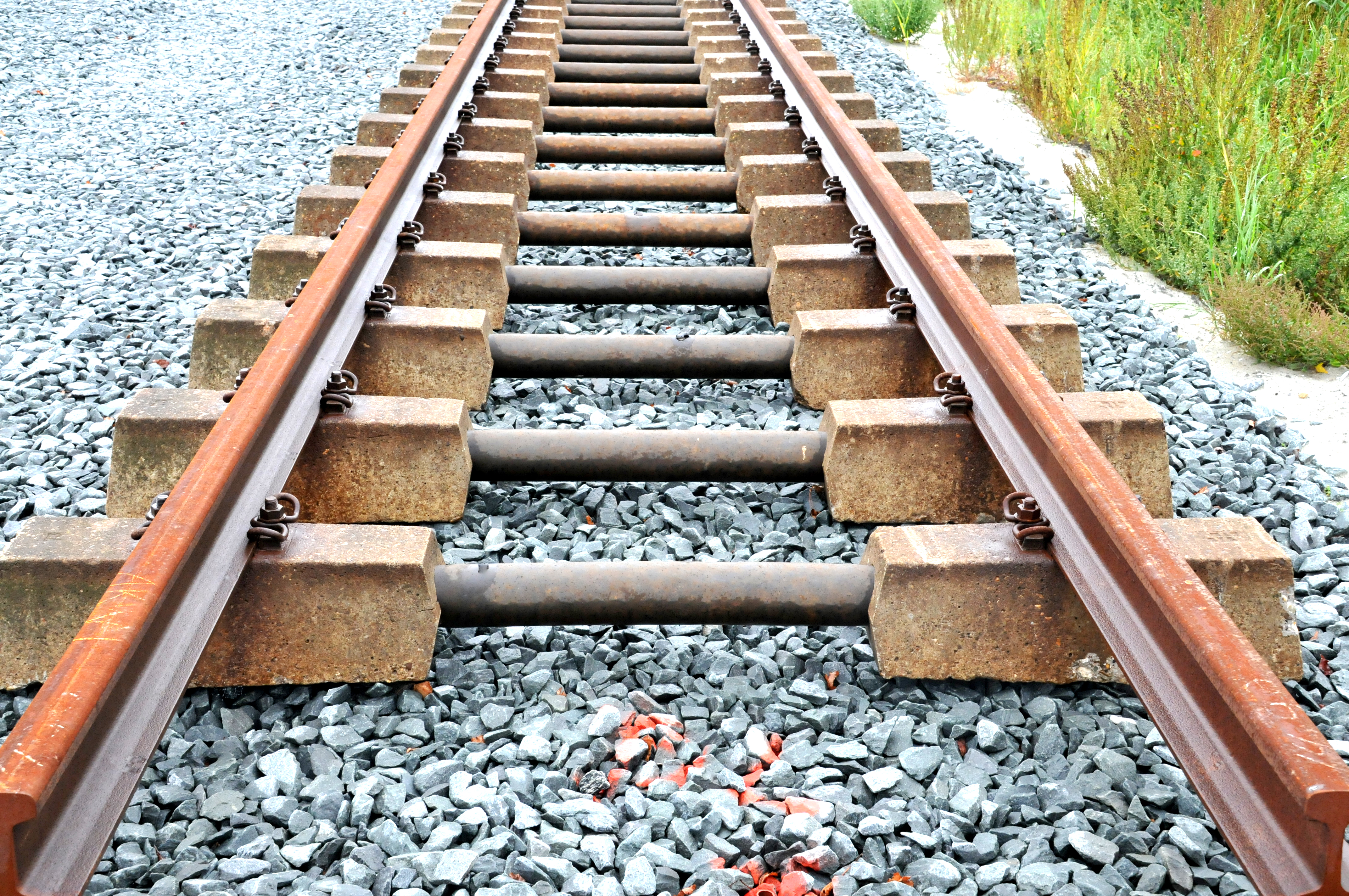
Tor z podkładami dwublokowymi

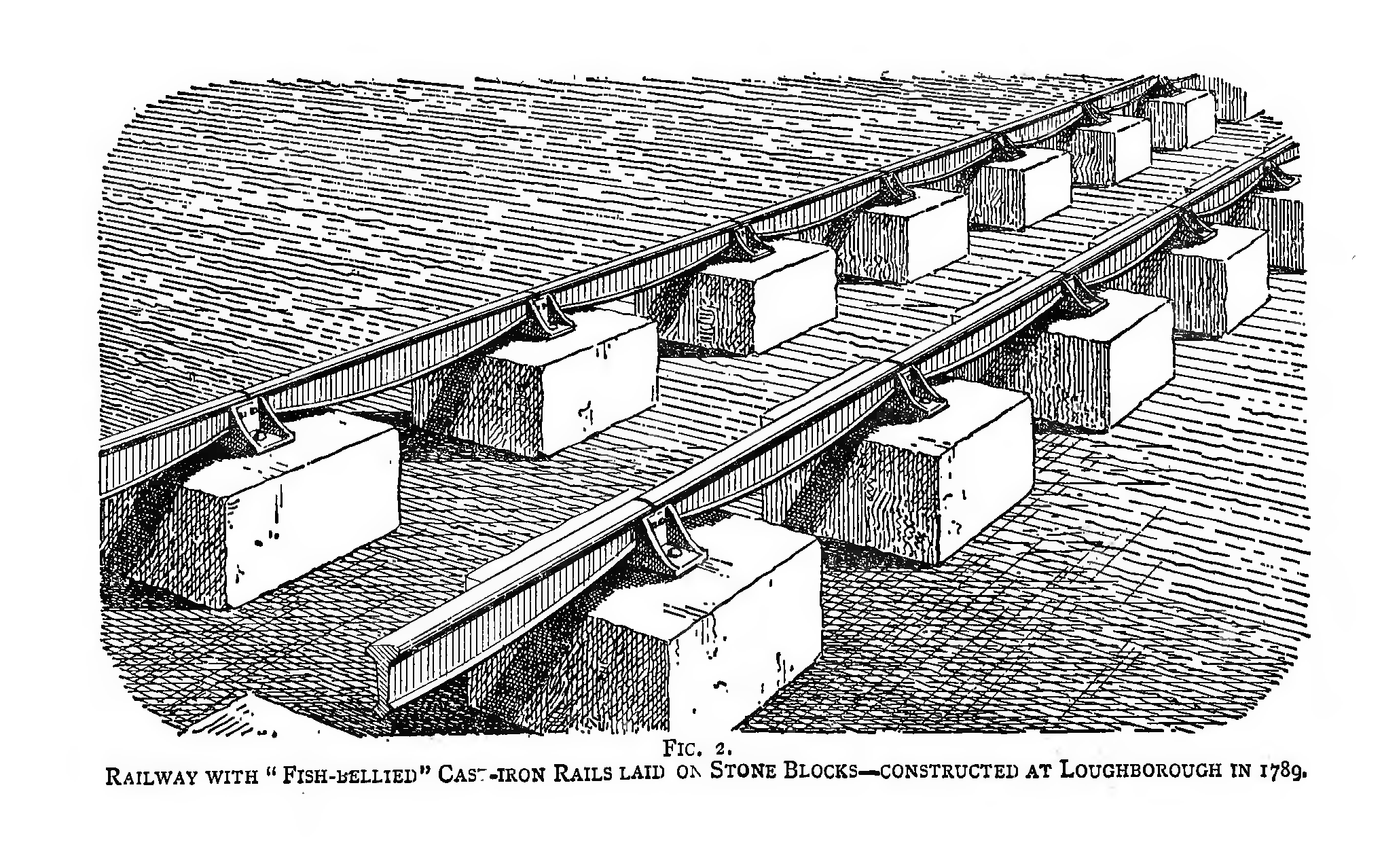
Historyczny tor z początków kolejnictwa, z podkładami kamiennym

Podkłady kolejowe – belki, najczęściej poprzeczne do biegu toru kolejowego, na których za pomocą specjalnych przytwierdzeń mocuje się szyny.

## Konstrukcja
Zadaniem podkładów jest równomierne przenoszenie obciążań na podsypkę, stateczność poprzeczną toru i utrzymanie stałej odległości między szynami. Na kolei stosuje się prawie wyłącznie podkłady poprzeczne, a  inne rodzaje tylko w specyficznych zastosowaniach (np. podkłady podłużne na kanałach rewizyjnych, podkłady indywidualne lub płytowe w obrębie budowli). Podkłady poprzeczne rozmieszcza się typowo co 60–65 cm, a w pobliżu styków toru gęściej (ok. 50 cm) lub podwójnie. W zależności od typu i długości szyn, w 1 kilometrze toru stosuje się od 1566 do 1733 podkładów.
Tradycyjnym materiałem na podkłady było drewno, którego zaletą była dostępność i dobre własności mechaniczne, jak elastyczność i zdolność tłumienia drgań. Ich wadą była korozja biologiczna oraz zmniejszająca się dostępność lasów. Od końca lat 60. XIX wieku stosowano również w niektórych krajach (np. Wielka Brytania i Niemcy) podkłady stalowe, tłoczone z blachy grubości rzędu 10 mm, o kształcie odwróconego korytka. Deficyt drewna, wysoki koszt podkładów stalowych i rozwój technologii betonu spowodowały przed I wojną światową rozpoczęcie prac nad podkładami betonowymi, które zyskały większe rozpowszechnienie w okresie II wojny światowej. W miarę rozwoju technologii i poprawy własności mechanicznych zyskały dominującą pozycję, wobec zalet jak stosunkowo niski koszt i wysoka trwałość. Początkowo stosowano podkłady żelbetowe, następnie wyparte w produkcji przez strunobetonowe (w Polsce od 1952 roku). Podkłady betonowe mogą być belkowe (o przekroju stałym lub zmniejszonym w części środkowej) lub blokowe (betonowe bloki podszynowe połączone stalowym łącznikiem).
Szyny do podkładów mocowane są złączami różnej konstrukcji, na ogół na stalowych podkładkach zwiększających powierzchnię nacisku szyny na podkład, czasem jeszcze z amortyzującymi przekładkami z drewna lub tworzywa sztucznego. Przytwierdzenie szyn może być bezpośrednie (za pomocą haków lub wkrętów, obecnie rzadko stosowane), pośrednie (z niezależnym połączeniem  szyny z podkładką i podkładki z podkładem) lub mieszane. Najczęstsze jest przytwierdzenie pośrednie, w tym przytwierdzenie sprężyste, ze sprężystymi łapkami i przekładkami.
Podkłady mogą być wykonane z różnych materiałów:
- drewniane – z drewna impregnowanego olejem kreozotowymW uwagi na kształt przekroju poprzecznego dzieli się na belkowe i obłe. Ich wady to korozja biologiczna i stosunkowo wysokie koszty materiału. Do zalet należy zaliczyć nieprzewodzenie prądu (ważne ze względu na instalacje elektryczne na kolei) i bardzo dobre tłumienie drgań – z tego powodu są wykorzystywane na obiektach inżynierskich (mostach, wiaduktach). Podkłady drewniane stosowane są również na łukach o promieniu poniżej 250 metrów, a także na dużych pochyleniach. Są najczęściej spotykanym typem podkładów kolejowych na liniach lokalnych, chociaż można je też zaobserwować na starszych głównych liniach, na których nie było wymiany nawierzchni. Trwałość drewnianych podkładów wynosi: 18–33 lat. Do produkcji podkładów nadaje się drewno miękkie (np. sosnowe) i twarde (np. bukowe czy dębowe)[1]. Przed nasycaniem podkłady należy wysuszyć, by zawartość wilgoci nie przekraczała 25%. Niewielkie pęknięcia (opisane w normie PN-EN 13145+A1) nie dyskwalifikują materiału[4]. Zniszczone drewniane podkłady nasycone olejem kreozotowym są uciążliwym odpadem[5]..
- strunobetonowe, potocznie nazywane betonowymiObecnie najczęściej spotykane. Ich zalety to: niska cena, wysoka wytrzymałość, niewielkie przewodnictwo elektryczne; wady: duża masa (choć z drugiej strony jest to zaleta – ciężki podkład lepiej stabilizuje się podłożu), kruchość (możliwość złamania przy źle ułożonej i zagęszczonej podsypce). Podkładów z czystego betonu lub kablobetonu nie stosuje się w kolejnictwie na szeroką skalę.
- betonowe – żelbetowe, z klasycznym zbrojeniem w postaci prętów zbrojeniowych zamiast naciąganych strunJako że w podkładach strunobetonowych sprężanie podkładu przez strunę wyzwala dodatkową siłę, równoważoną naciskiem wywieranym przez przejeżdżający tabor, mogą one przenosić większe obciążenia niż żelbetowe – stąd podkłady betonowe stosuje się obecnie głównie na kolejach wąskotorowych. Trwałość betonowych podkładów wynosi: 35–40 lat. Wynalazcą żelbetowych podkładów kolejowych był Władysław Tryliński.
- stalowe – spotykane bardzo rzadkoIch zaletami są niska masa oraz możliwość powtórnego przetworzenia, natomiast wadami – wysoka podatność na korozję, przewodzenie prądu, podatność na kradzieże i konieczność wymiany po wykolejeniu pociągu. Dawniej były często spotykane w miejscach obsługi parowozów, gdzie istniała możliwość wysypania się gorącej zawartości paleniska na tor.

Specjalnym rodzajem podkładu kolejowego jest:
- podrozjazdnica (zwana także podrozjezdnicą[6]) – podkład dłuższy od zwykłego, ułożony pod rozjazdem
- mostownica